# 裘斯·贊臣
裘斯·威廉·贊臣（Claus William Jensen，1977年4月29日—）是一名已退役的丹麥足球運動員，擔任中場。裘斯·贊臣代表丹麥國家足球隊參加接近50場國家隊賽事並待入8球，其中包括2002年世界盃足球賽和2004年歐洲國家盃這些國際大賽。

## 外部連結
- 丹麥國家隊 裘斯·贊臣檔案（页面存档备份，存于）
- 足球数据库：裘斯·贊臣的球员统计数据
- National Football Teams 裘斯·贊臣數據（页面存档备份，存于）